# 恋は邪魔者
『恋は邪魔者』（こいはじゃまもの、原題: Down with Love）は、2003年のアメリカ映画。レニー・ゼルウィガーとユアン・マクレガーが共演したロマンティック・コメディ。
1960年代初頭のロマンティック・コメディ、特にドリス・デイとロック・ハドソンのコンビ作品へのオマージュである。また同コンビ主演による3作品『夜を楽しく』（1959年）『恋人よ帰れ』（1961年）『花は贈らないで!』（1964年）に出演したトニー・ランドールが本作にも出演している。

## ストーリー
1962年のニューヨーク。新進女流作家のバーバラは、恋愛を否定する女性のための指南書『恋は邪魔者』を出版し、世界的なベストセラー作家の仲間入りを果たす。そして彼女はテレビの取材で、男性誌のジャーナリストでプレイボーイのキャッチャーを激しく非難する。これによってニューヨーク全ての女性から目の敵にされてしまったキャッチャーは、バーバラの主張を覆すために、彼女を恋に落とそうと計画する。早速彼はNASAの宇宙飛行士と身分を偽り、バーバラの元へと接近、見事彼女を恋に落とすことに成功する。しかし、こうした偽りの恋愛を重ねていく中で、キャッチャー自身もバーバラに惹かれていってしまう。そして、バーバラも世間には言えないある秘密を抱えているのだった。

## キャスト
| 役名                   | 俳優                         | 日本語吹替 |
| ---------------------- | ---------------------------- | ---------- |
| バーバラ・ノヴァク     | レニー・ゼルウィガー         | 朴璐美     |
| キャッチャー・ブロック | ユアン・マクレガー           | 宮本充     |
| ピーター・マクマナス   | デヴィッド・ハイド・ピアース | 山路和弘   |
| ヴィッキー・ヒラー     | サラ・ポールソン             | 深見梨加   |
| セオドア・バナー       | トニー・ランドール           | 藤本譲     |